# Horatio Sharpe
Horatio Sharpe (* 1718 in Kingston upon Hull, Yorkshire; † 9. November 1790 in Hampstead, London) war ein britischer Offizier und Kolonialgouverneur der Province of Maryland.

## Lebenslauf
Horatio Sharpe wurde im Jahr 1718 in England als Sohn von William Sharpe und Margaret Beake in eine reiche Familie hinein geboren. Er hatte 15 Geschwister. Horatio trat als Offizier in die British Army ein. 1745 nahm er als Captain des 20th Regiment of Foot an der Niederschlagung des Jakobitenaufstands in Schottland teil. Später wechselte er zu den Royal Marines und stieg bis zum Lieutenant-Colonel auf und war zeitweise auf den Westindischen Inseln stationiert. Er blieb beim Militär, bis er von Frederick Calvert, 6. Baron Baltimore, dem Lord Proprietor der Kolonie Maryland, zum Nachfolger des verstorbenen dortigen Gouverneurs Samuel Ogle ernannt wurde. Im August 1753 kam er in Maryland an, wo er das Amt vom kommissarischen (Interims) Gouverneur Benjamin Tasker übernahm. Er bekleidete dieses Amt zwischen 1753 und 1769. In diese Zeit fiel unter anderem der Siebenjährige Krieg in Nordamerika. Zwischenzeitlich wurde er vom König zum Oberbefehlshaber der britischen Streitkräfte in der Region ernannt. Dieses Amt bekleidete er aber nur für kurze Zeit. Er nahm aber auch weiter am Krieg teil und freundete sich unter anderem mit dem jungen George Washington an, mit dem er einen Briefwechsel unterhielt. In Sharpes Amtszeit fällt auch im Jahr 1767 das Ende eines langen Grenzstreits mit der Province of Pennsylvania. Die neue Grenze wurde anhand der damals festgelegten Mason-Dixon-Linie bestimmt. Nach dem Ende des Siebenjährigen Krieges musste Sharpe die bei den Kolonisten ungeliebten britischen Gesetze wie z. B. das Stamp Act vertreten, die auch von Maryland abgelehnt wurden. Während seiner letzten Jahre als Gouverneur gab es bereits die ersten, noch zaghaften, Vorzeichen der kommenden Amerikanischen Revolution.
Privat baute sich Horatio Sharpe die luxuriöse Villa Whitehall außerhalb von Annapolis und er betrieb Vieh- und Pferdezucht. Im Jahr 1769 wurde Horatio Sharpe als Gouverneur von Robert Eden abgelöst. Er blieb noch bis zum Jahr 1773 in Maryland, wo er in seiner Villa Whitehall lebte. Dann reiste er aus familiären Gründen nach dem Tod eines Bruders nach England. Er plante eine baldige Rückkehr nach Maryland. Dazu kam es aber nicht mehr. Er blieb in der Folge dauerhaft in England. Im Jahr 1780 wurde er zur Rückkehr nach Amerika gebeten um seine Besitzansprüche gegenüber der neuen amerikanischen Verwaltung zu stellen. Dem kam er aber nicht nach, da er sein Besitz entweder längst veräußert oder seinem Vertrauten und früheren Sekretär John Ridout vermacht hatte. Horatio Sharpe starb am 9. November 1790 in Hampstead in England. Zu diesem Zeitpunkt war die koloniale Epoche in Maryland und den anderen 12 ehemals britischen Kolonien in Nordamerika bereits zu Ende.